# Tiếng Fiji
Tiếng Fiji (Na Vosa Vakaviti) là ngôn ngữ được nói ở Fiji, một đảo quốc tại châu Đại Dương, ở phía nam Thái Bình Dương.
Tiếng Fiji là được phân loại là thành viên ngữ chi châu Đại dương trong ngữ tộc Malay-Polynesia của ngữ hệ Nam Đảo. Tiếng Fiji là một ngôn ngữ VOS. Tiếng Fiji chuẩn dựa vào ngôn ngữ ở đảo Bau, là một ngôn ngữ của nhóm Fiji Đông.
Hiện có 450.000 người sử dụng là ngôn ngữ thứ nhất, trong đó quá phân nửa là người ở Fiji. Khoảng 200.000 người khác sử dụng là ngôn ngữ thứ hai.
Năm 1997 Hiến pháp Fiji tuyên bố tiếng Fiji là ngôn ngữ chính thức của Cộng hòa Quần đảo Fiji, cùng với tiếng Anh và tiếng Hindi Fiji (hay tiếng Hindustani), và có cuộc thảo luận về việc thiết lập nó như là "ngôn ngữ quốc gia", mặc dù tiếng Anh và Hindustani sẽ vẫn là chính thức.